# Hungersnød
Hungersnød er et fænomen, hvor en stor del af en befolkning er underernæret, og sultedød forekommer i stigende grad. Hungersnød har været et alment forekommende fænomen, og på trods af de moderne teknologiske og økonomiske ressourcer forekommer hungersnød stadig i mange dele af verden, primært i den tredje verden.
Hungersnød kan opdeles i "naturlig hungersnød" og "menneskeskabt hungersnød". Naturlig hungersnød hænger sammen med dårlig høst, insektplager og lignende, mens den menneskeskabte hungersnød kan være resultat af krig eller folkedrab. I praksis er det vanskeligt at sondre klart mellem naturlig og menneskeskabt hungersnød, idet økologiske katastrofer kan være et resultat af menneskers handling. 
Mange områder, der tidligere har været plaget af hungersnød, har beskyttet sig ved øget teknologisk og social udvikling. Det første land i Europa, der udryddede hungersnød var Holland, der ikke har haft hungersnød i fredstid siden begyndelsen af 1600-tallet med den store økonomiske fremgang. Amartya Sen, Nobelpristager i økonomi, har konstateret, at intet fungerende demokrati nogensinde har lidt hungersnød.
Tragisk nok var der udbredt hungersnød i Nederlandene under 2. Verdenskrig.

## Verdens fødevaresituation
Sult rammer i dag landene rundt om Sahara i Afrika hårdest, men med forarmelse af landbruget, sløseri af grundvand, krige, konflikter og økonomiske kriser er hungersnød stadig et globalt problem med millioner af ofre.
Hungersnød er årsag til udbredt underernæring og fattigdom; hungersnøden i Etiopien 1984-1985 havde en frygtelig dødelighed, selv om asiatisk hungersnød i 1900-tallet også var skræmmende. Moderne afrikansk hungersnød er præget af sygdom og fejlernæring med høj børnedødelighed. Støtte som vaccination, medicinsk infrastruktur, generelle madrationer og ekstra mad til syge børn har hjulpet akut under hungersnød, mens de økonomiske konsekvenser ikke er overvundet. Humanitære kriser skyldes også borgerkrige, flygtningestrømme og episoder med ekstrem vold og statssammenbrud - og forårsager hungersnød.
På trods af gentagne erklæringer fra verdens ledere om at bekæmpe sult forbliver hungersnød en kronisk trussel i mange dele af Afrika og Asien. I juli 2005 betegnede Hungersnød Early Warning Systems Network Niger som et land i nød, og yderligere Tchad, Etiopien, sydlige Sudan, Somalia og Zimbabwe. I januar 2006 advarede FAO om, at 11 millioner mennesker i Somalia, Kenya, Djibouti og Etiopien var i fare for sult på grund af intens tørke og militærkonflikter. I 2006 er de mest alvorlige humanitære kriser i Afrika i Darfur en region i Sudan.
Nogle mener, at Green Revolution gav et svar på problemerne i 1970 – og 1980'erne. Den grønne revolution begyndte i 1900-tallet med hybrider fra høj-produktiv landbrugsjord. Mellem 1950 og 1984 var den globale landbrugsrevolution, og verdens kornproduktion steg med 250%. Nogle kritiserer processen og hævdede, at disse nye produktive arealer kræver flere kemiske gødning og pesticider, der kan skade miljøet. Men det er også en mulighed for at udvikle nationer, der lider af hungersnød. Disse produktive arealer gør det teknisk muligt at producere mere mad til verdenssamfundet. Ideen er, at metoden kan udvikles til at give bedre mad og føre til en velnæret og udviklet befolkning. Nogle siger, at problemerne med sult og underernæring er et resultat af etiske dilemmaer ved hjælp af de teknologier, vi har; ud over kultur-og klasseforskelle. Desuden er der tegn på, at regional fødevareproduktion er gået tabt i flere områder på grund af visse strategier i forbindelse med intensivt landbrug som grundvand, overvanding og overforbrug af pesticider og andre landbrugskemikalier.
Frances Moore Lappé (senere medstifter af Institute for Food and Development policy (Food First)) talte i Diet for a Small Planet( 1971) for at vegetarkost kan give mad til flere mennesker med samme ressourcer end en kost baseret på både vegetabilske og animalske kilder. Han noterer sig, at moderne hungersnød til tider er resultatet af misforstået økonomisk politik, politisk design, der forarmer og marginaliserer bestemte befolkningsgrupper, eller krigshandlinger, har politiske økonomer undersøgt de politiske betingelser, hvorunder hungersnød er forhindret. Amartya Sen angiver, at de liberale institutioner i Indien, herunder valg og en fri presse, har spillet en vigtig rolle i forebyggelsen af hungersnød siden uafhængigheden. Alex de Waal har udviklet denne teori til at fokusere på den "politiske kontrakt" mellem herskere og folk, der forebygger hungersnød, der henviser til den sjældenhed af sådanne politiske aftaler i Afrika, og faren for, at internationale hjælpeorganisationer vil underminere sådanne kontrakter ved at fjerne ansvarligheden for hungersnød fra nationale regeringer.